# 기니의 재외공관 목록

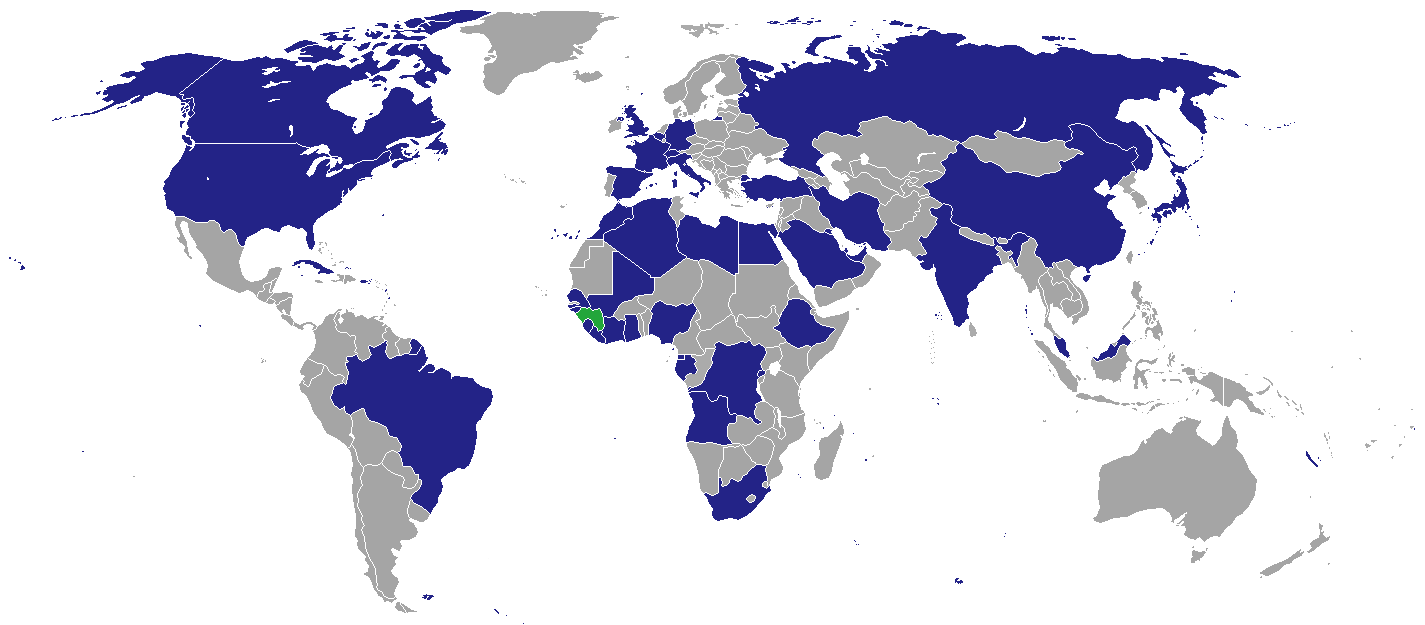
기니의 재외공관

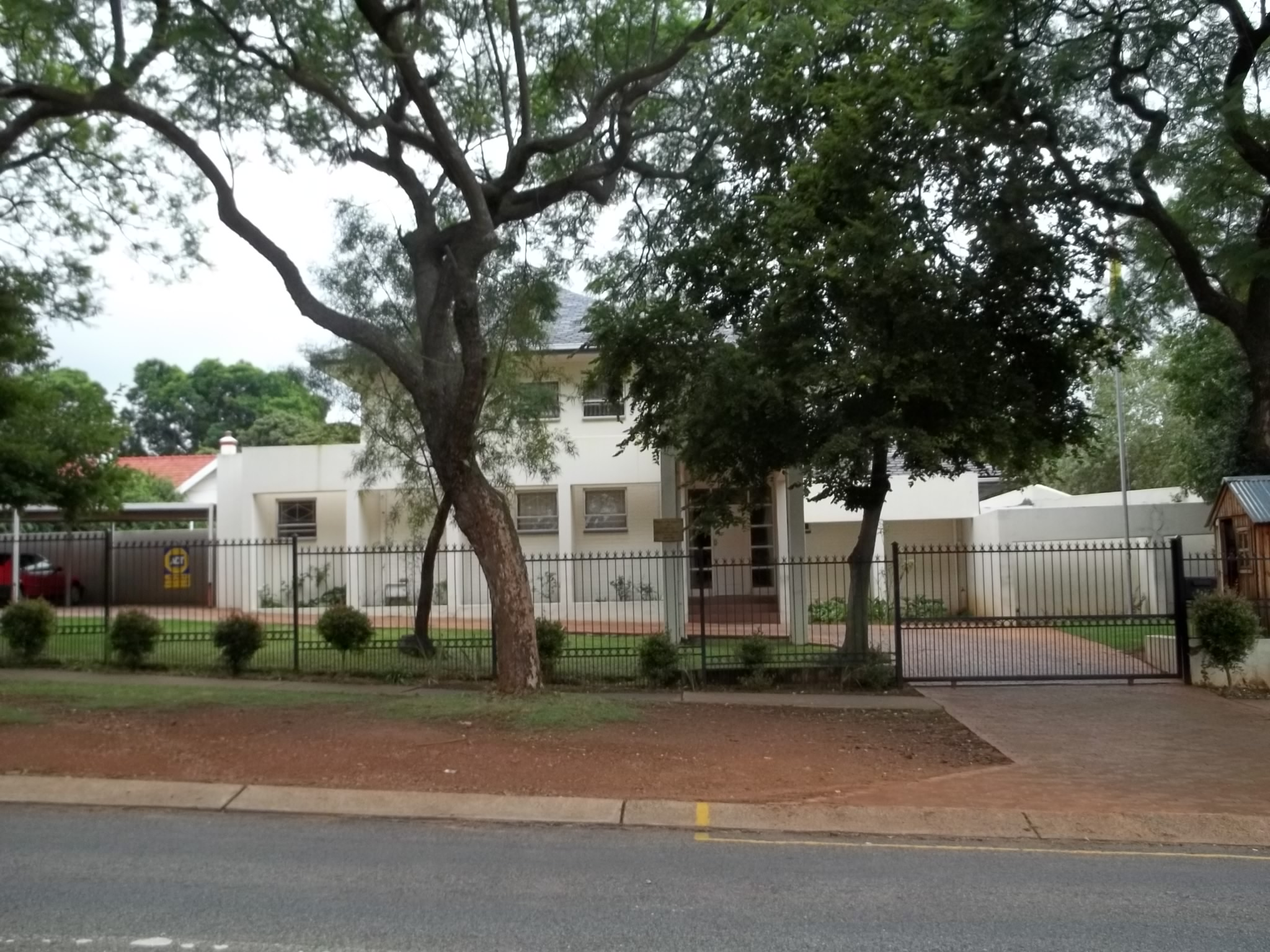
프리토리아 주재 기니 대사관

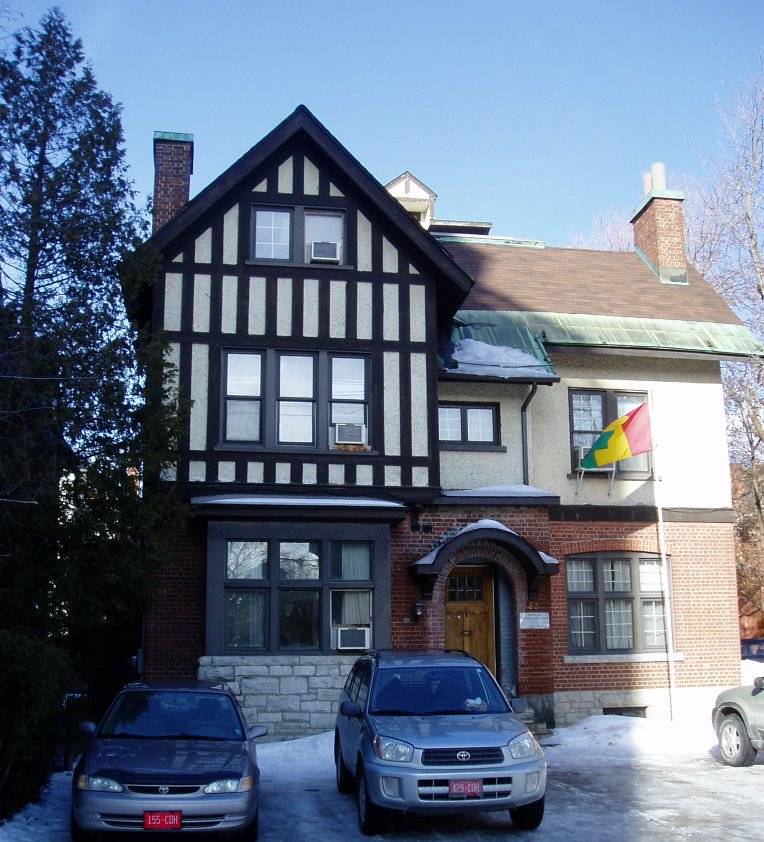
오타와 주재 기니 대사관

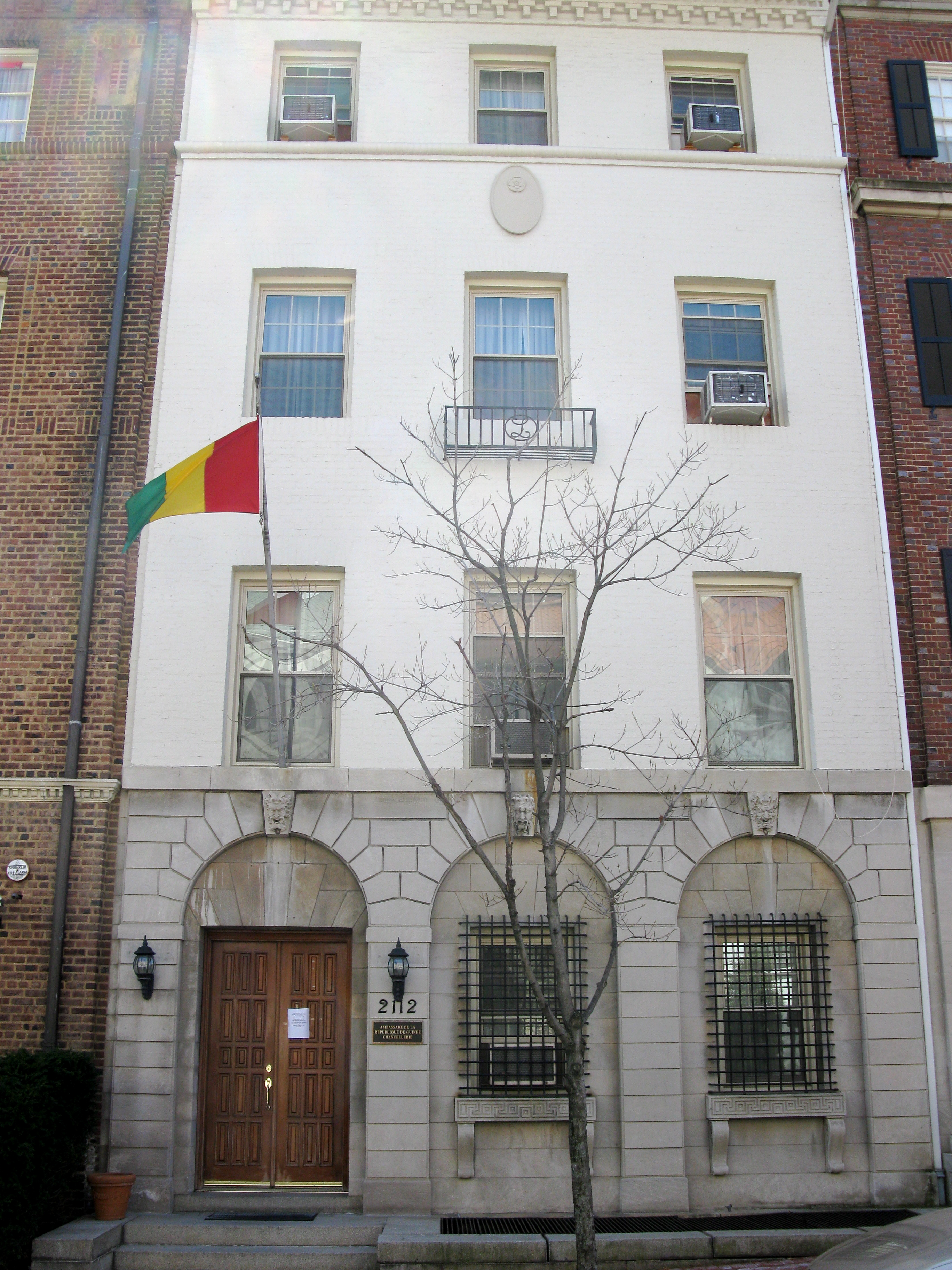
워싱턴 D.C. 주재 기니 대사관

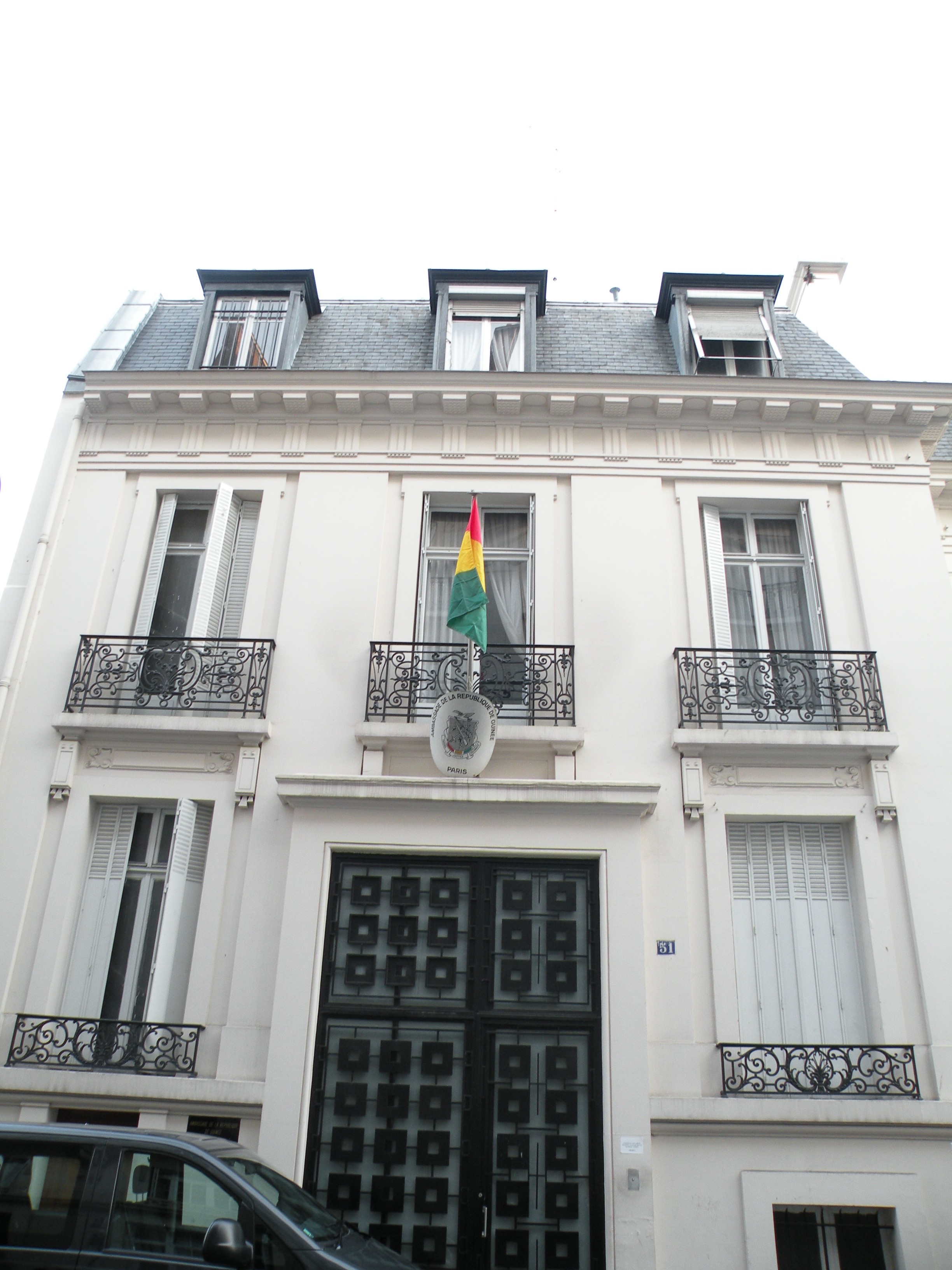
파리 주재 기니 대사관

기니의 재외공관 목록은 기니 주재 대사관을 각국에 상주시켜 놓는 것을 의미하며 기니의 재외공관을 나열한 목록이다.

## 아프리카
- 알제리 : 알제 (대사관)
- 앙골라 : 루안다 (대사관)
- 코트디부아르 : 아비장 (대사관)
- 이집트 : 카이로 (대사관)
- 적도 기니 : 말라보 (대사관)
- 에티오피아 : 아디스아바바 (대사관)
- 가봉 : 리브르빌 (대사관)
- 가나 : 아크라 (대사관)
- 기니비사우 : 비사우 (대사관)
- 라이베리아 : 몬로비아 (대사관)
- 리비아 : 트리폴리 (대사관)
- 말리 : 바마코 (대사관)
- 모로코 : 라바트 (대사관)
- 나이지리아 : 아부자 (대사관)
- 세네갈 : 다카르 (대사관)
- 시에라리온 : 프리타운 (대사관)
- 남아프리카 공화국 : 프리토리아 (대사관)

## 아메리카
- 브라질 : 브라질리아 (대사관)
- 캐나다 : 오타와 (대사관)
- 쿠바 : 아바나 (대사관)
- 미국 : 워싱턴 D.C. (대사관)

## 아시아
- 중화인민공화국 : 베이징시 (대사관)
- 인도 : 뉴델리 (대사관)
- 이란 : 테헤란 (대사관)
- 일본 : 도쿄도 (대사관)
- 말레이시아 : 쿠알라룸푸르 (대사관)
- 사우디아라비아 : 리야드 (대사관), 지다 (총영사관)
- 튀르키예 : 앙카라 (대사관)
- 아랍에미리트 : 아부다비 (대사관)

## 유럽
- 벨기에 : 브뤼셀 (대사관)
- 프랑스 : 파리 (대사관)
- 독일 : 베를린 (대사관)
- 바티칸 시국 : 바티칸 시국 (대사관)
- 이탈리아 : 로마 (대사관)
- 포르투갈 : 리스본 (대사관)
- 러시아 : 모스크바 (대사관)
- 세르비아 : 베오그라드 (대사관)
- 스페인 : 마드리드 (대사관)
- 스위스 : 제네바 (대사관)
- 영국 : 런던 (대사관)

## 대표부
- UN 기니 정부 대표부 : 뉴욕